# Gilhoc-sur-Ormèze
Gilhoc-sur-Ormèze è un comune francese di 392 abitanti situato nel dipartimento dell'Ardèche della regione dell'Alvernia-Rodano-Alpi.

## Società

### Evoluzione demografica
Abitanti censiti